# Tito Quincio Crispino
Tito Quincio Crispino  (m. 208 a. C.) fue un político y militar romano de finales del siglo III a. C. perteneciente a la gens Quincia.

## Familia
Crispino fue miembro de los Quincios Crispinos, una rama familiar patricia de la gens Quincia. Su relación con otros miembros de la gens es desconocida.

## Carrera pública
En 214 a. C., cuando Marco Claudio Marcelo fue a Roma para tomar su tercer consulado, dejó a Crispino en Sicilia al mando de la flota romana y del campamento. 
En 209 a. C., fue elegido pretor, y obtuvo Capua como su provincia. Al año siguiente, 208 a. C., fue elegido cónsul junto con Marco Claudio Marcelo, y ambos cónsules fueron comisionados para llevar adelante la guerra contra Aníbal en Italia. 
En una batalla que se libró en un barrio de la ciudad de Tarento, Crispino fue gravemente herido y tuvo que retirarse del campo de batalla. Fue llevado luego a Capua y de allí a Roma, donde murió a finales de año, después de haber nombrado a T. Manlio Torcuato dictador.